# Buzz Buzzard
Buzz Buzzard è un personaggio a cartoni animati di Picchiarello.
È l'antagonista principale e nemesi di Picchiarello assieme a Wally Walrus. Un avvoltoio molto incallito, meschino, furbo e spietato; altre volte si dimostra particolarmente sadico e crudele, ma è sempre sconfitto da Picchiarello. Nella serie televisiva animata del 1999/2003, Buzz si accompagna al canarino Lackey.